# Kościół św. Mikołaja w Hamburgu
Kościół św. Mikołaja w Hamburgu (niem. Hauptkirche St. Nikolai in Hamburg) – jeden z pięciu głównych kościołów, które do II wojny światowej znajdowały się w  Starym Mieście w Hamburgu.  Po wojnie zdecydowano się pozostawić ruiny kościoła (wieżę i resztki prezbiterium) jako pamiątkę ofiar wojny zaś całą parafię (i nowy kościół pod tym wezwaniem) erygowano w dzielnicy Harvestehude.

## Historia

### Pierwotna budowla (do 1842)
Wraz z powstaniem osadnictwa w rejonie dzisiejszego kościoła św. Mikołaja i założeniem portu nad rzeką Alster w XII w. erygowana została kaplica na szczycie dzisiejszego Hopfenmarkt. Patronem kaplicy został św. Mikołaj, opiekun żeglarzy. W ten sposób wzniesiony został, najpierw jako budowla drewniana, drugi po Katedrze Hamburskiej, kościół w rozwijającym się mieście.
W 1353 (krótko po ataku czarnej śmierci) rozpoczęto wznoszenie nowej świątyni, murowanej; był to trójnawowy kościół halowy, utrzymany w stylu północnoniemieckiego gotyku ceglanego. (Dobrym przykładem tego stylu budowlanego jest Kościół św. Piotra pochodzący z tamtych czasów, zniszczony wprawdzie podczas wielkiego pożaru Hamburga w 1842, ale pieczołowicie odbudowany według dawnych sztychów).
Nowa, solidniejsza budowla przetrwała aż do połowy XIX w., jakkolwiek przeszła wiele przeobrażeń w tym czasie; musiała też sprostać wielu gwałtownym pożarom, których los nie szczędził jej na przestrzeni dziejów – w 1589 spłonęła, wzniesiona w 1517, wysoka na 153 m barokowa wieża. Odbudowana na nowo, runęła w wyniku gwałtownej burzy w 1644. Kolejna wieża, zaprojektowana przez Petera Marquardta, mierzyła 122 m i trwale wpisała się w pejzaż architektoniczny miasta na kolejne 200 lat.
Jako centralny punkt czterech hamburskich wspólnot parafialnych był kościół św. Mikołaja wmieszany w ożywione dysputy teologiczne tamtych czasów, które rozprzestrzeniały się w mieście – był to wszak czas rodzącej się reformacji. Po ustąpieniu w 1524 dotychczasowego proboszcza Henninga Kissenbrügge mieszczanie wybrali na nowego proboszcza, wbrew stanowisku Rady miasta, znanego kaznodzieję Johannesa Bugenhagena, zwolennika reform, zaufanego Marcina Lutra – było to wydarzenie bez precedensu w dotychczasowych dziejach miasta. Konserwatywna Rada Miasta próbowała nakłonić dotychczasowego proboszcza do pozostania, a gdy to się nie powiodło, wybrała na to stanowisko Johanna Zegenhagena z Magdeburga. Ostatecznie spór zakończył się kompromisem – w 1528 w mieście pojawił się ostatecznie Bugenhagen i został kaznodzieją w kościele św. Mikołaja. Reformacja zwyciężyła pokojowo. Główną zasługą Bugenhagena było to, iż dał miastu ustrój kościelny, który regulował sprawy organizacyjne i finansowe kościoła, a także inne dziedziny życia społecznego (np. obowiązek szkolny). Ten porządek kościelny przetrwał 200 lat.
Kres dawnego kościoła św. Mikołaja nastąpił w maju 1842, kiedy to cały Hamburg ogarnął wielki pożar. Wybuchł on w nocy z 4 na 5 maja i szalał przez 3 następne dni. Spłonęły trzy kościoły, hamburski ratusz i wiele innych budynków; nie obyło się też bez ofiar ludzkich – życie straciło 51 osób, a ok. 20000 straciło dach nad głową. Zniszczenie kościoła św. Mikołaja opisane zostało przez ówczesnych kronikarzy jako szczególnie poruszające wydarzenie, które mocno wstrząsnęło mieszkańcami Hamburga, jako że takiej katastrofy i tak ogromnych zniszczeń nie widzieli jeszcze w życiu. W samym kościele św. Mikołaja akurat rano odbywało się nabożeństwo, po którym miano wybrać nowego proboszcza. Nabożeństwo zostało pospiesznie przerwane, zdążono tylko pomodlić się w intencji zachowania kościoła, a następnie uratować co się da, z jego wyposażenia. Pomimo rozpaczliwych wysiłków nie udało się powstrzymać szybko rozprzestrzeniającego się ognia. Ówczesne techniki gaśnicze nie dawały jednak żadnych szans w walce z tego typu żywiołem, zwłaszcza jeśli chodzi o gaszenie obiektów wysokich. O godz. 4 po południu w wyniku szalejącego pożaru zawaliła się wieża kościoła, niszcząc doszczętnie jego nawę.

### Odbudowa w stylu neogotyckim (po 1842)

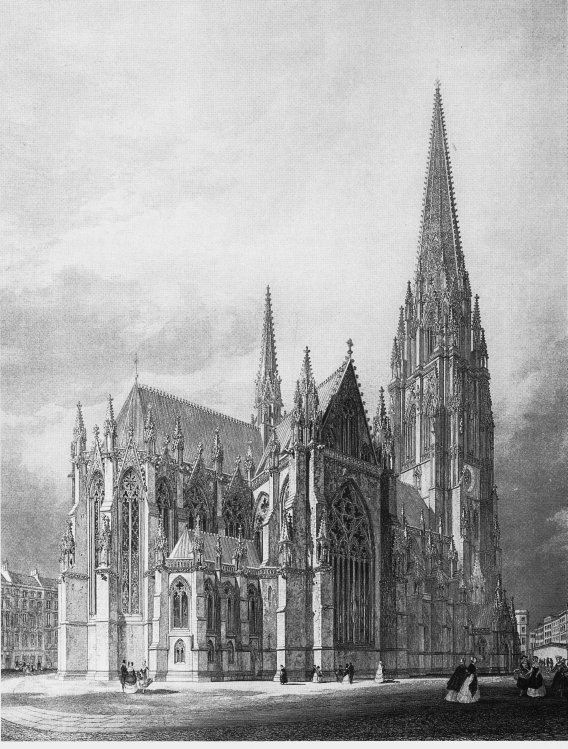
Neogotycki projekt kościoła G. Scotta

Wkrótce po ugaszeniu pożaru podjęto decyzje o odbudowie kościoła. W 1843 rozpoczęto zbiórkę datków na ten cel (w ramach akcji „Schilling-Sammlung”) a już w 1844 Komisja Odbudowy Kościoła rozpisała konkurs na projekt architektoniczny nowej świątyni. Konkurs wygrał, urodzony w pobliskiej Altonie architekt Gottfried Semper, który przedstawił projekt budowli w stylu neoromańskim, pokrytej kopułą. Projekt nie doczekał się jednak realizacji, ponieważ z jednej strony nie bardzo pasował do sylwetki miasta z dominującymi, wysokimi wieżami, a z drugiej strony wznowiona właśnie (od 1842) budowa średniowiecznej, gotyckiej katedry w Kolonii ożywiła dyskusje na temat gotyku jako niemieckiego stylu narodowego. Dyskusja nie ominęła także Hamburga, w którym średniowieczną katedrę wyburzono w 1805 r. W efekcie tych dyskusji budowę nowej świątyni zlecono angielskiemu architektowi George’owi Gilbertowi Scottowi, który w ojczystym kraju zdążył zyskać sobie sławę jako restaurator średniowiecznych kościołów oraz znawca stylu gotyckiego. Scott przyjął zamówienie. Jego projekt zakładał wzniesienie trójnawowej, długiej na 86 m i wysokiej na 28 m świątyni, której architektura miała zawierać elementy gotyku francuskiego i angielskiego, wieża zaś miała być typowo niemiecka, tj. wysoka i zwieńczona strzelistym hełmem. Wnętrze kościoła i dekoracja powierzchni wieży (pinakle) miały wypełniać ogromne ilości rzeźb i detali architektonicznych wykonanych z piaskowca.
W 1846, po zatwierdzeniu projektu, przystąpiono niezwłocznie do prac budowlanych. Kościół został wzniesiony wzdłuż osi południowo-wschodniej, niedaleko miejsca lokalizacji dawnego zamku (Neue Burg). 27 września 1863 prace dobiegły końca i kościół mógł zostać konsekrowany. Pozostała do ukończenia tylko wieża. Jej budowa zakończyła się w 1874. Osiągnęła ona wysokość 147,88 m (486 stóp) i była wówczas najwyższą budowlą świata. Wyglądem bardzo przypominała wieże katedry w Kolonii – ta sama kwadratowa podstawa, przechodząca w wyższych kondygnacjach w ośmiobok, zwieńczony ostrosłupowym, strzelistym, ażurowym hełmem z bogatą dekoracją maswerkową, pinaklami i narożnymi wieżyczkami. Przez 3 lata, do czasu ukończenia katedry w Rouen w 1877, wieża kościoła św. Mikołaja była najwyższą budowlą świata. Jeszcze i dzisiaj jest drugim pod względem wysokości budynkiem Hamburga (po wieży telewizyjnej) i trzecią pod względem wysokości wieżą kościelną w Niemczech.

### II wojna światowa

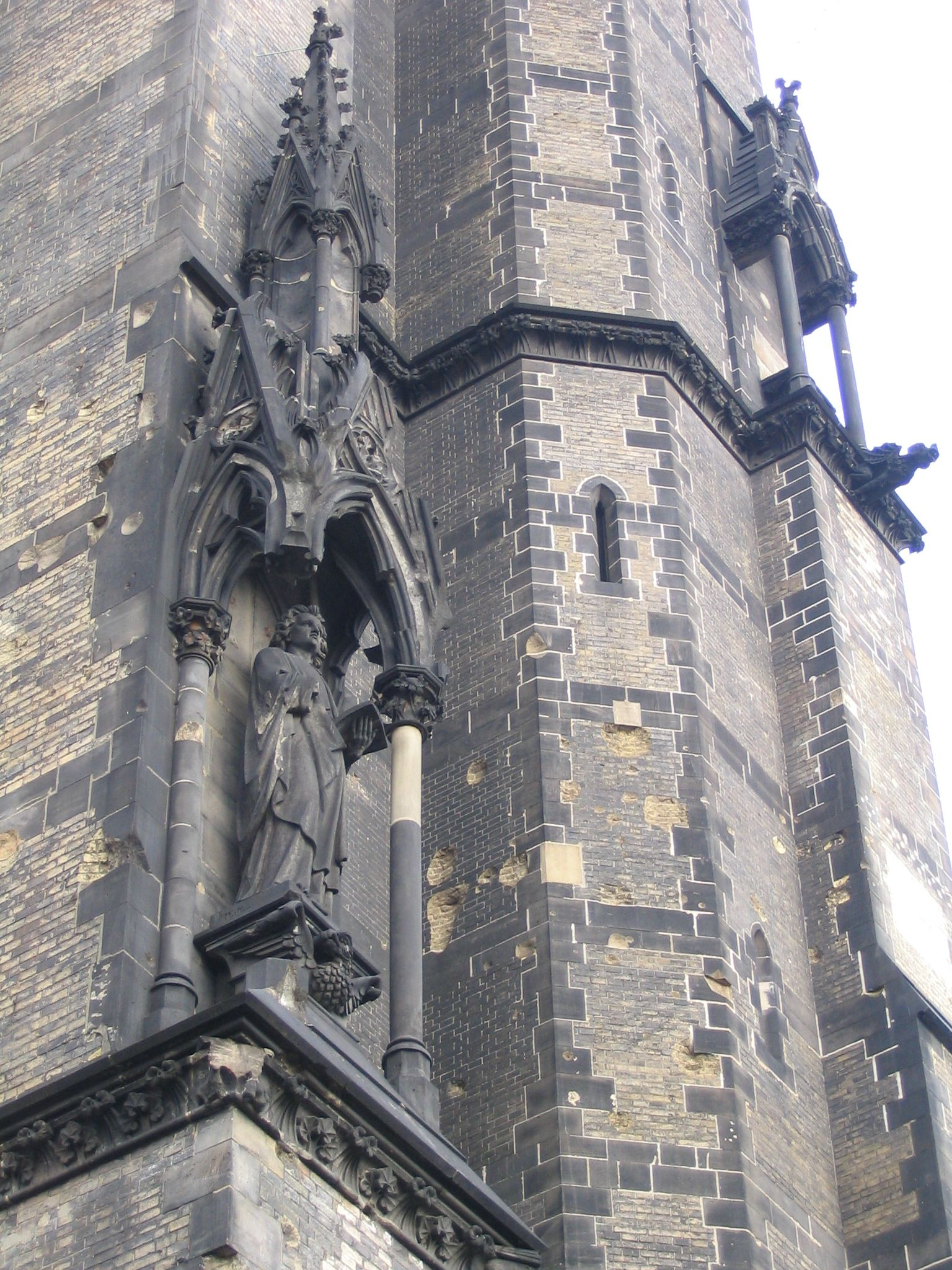
Uszkodzenia i ślady odłamków na wieży kościelnej

Jako najwyższy punkt w Hamburgu kościół św. Mikołaja służył w czasie wojny jako cel i zarazem punkt orientacyjny dla pilotów sił alianckich podczas nalotów na miasto. 28 lipca 1943, podczas takiego nalotu, kościół został silnie uszkodzony – zapadł się dach świątyni niszcząc całe jej wnętrze. Ściany zarysowały się, pojawiły się na nich pęknięcia, ale nie runęły; podobnie wieża. Na jej ścianach są jednak jeszcze dziś widoczne ślady odłamków.

### Czasy powojenne
Po wojnie rozważano możliwość odbudowy kościoła św. Mikołaja (podobnie jak i innych zniszczonych kościołów) – dawała po temu nadzieję zachowana struktura świątyni neogotyckiej. Tym niemniej podjęto niefortunną (jak ją oceniono z perspektywy czasu) decyzję o wyburzeniu resztek nawy i pozostawieniu jedynie wieży, która uniknęła większych zniszczeń. Ponieważ otoczenie kościoła było kompletnie zniszczone, ocaleli członkowie przedwojennej parafii św. Mikołaja postanowili przenieść ją poza centrum, do dzielnicy Harvestehude, która uniknęła większych zniszczeń i tam od nowa zorganizować parafię z budową nowej świątyni włącznie. W 1951 wyburzono ostatecznie nawę a pozyskanym w ten sposób gruzem umocniono nadbrzeża Łaby.
Jako argument przeciw rekonstrukcji podawano wówczas, iż miasto miało ważniejsze priorytety w zakresie odbudowy niż rekonstrukcja kościoła św. Mikołaja, który pozostał jedynym nie odbudowanym spośród pięciu głównych kościołów Hamburga.
Tak więc obecny stan kościoła św. Mikołaja (wieża i resztki prezbiterium) jest nie tylko rezultatem bombardowań miasta w czasie wojny, ale też dokonanych wyburzeń. Z czasem ruinom kościoła nadano status pomnika ofiar wojny, ale brakowało całościowej opieki nad tym zabytkiem, który powoli ulegał dalszej degradacji. Wywołało to uzasadnione zaniepokojenie co do dalszych jego losów.
W 1987 powołano do życia stowarzyszenie Rettet die Nikolaikirche e.V. (Ratujcie kościół św. Mikołaja), które wzięło na siebie odpowiedzialność za dalszy los ruin kościoła; otrzymało w tym względzie wsparcie od miasta Hamburga, wspólnoty parafialnej św. Mikołaja, oraz szeregu sponsorów (zarówno firm, jak i osób prywatnych). Stowarzyszenie postawiło sobie za cel zachowanie istniejącej struktury budowli, jej restaurację, prowadzenie prac badawczych wśród ruin, a także organizowanie różnych imprez kulturalnych na terenie świątyni oraz zorganizowanie stałego centrum dokumentacyjno-informacyjnego (jako tzw. „miejsca spotkań”) w jej krypcie.
W 1993 na wieży zainstalowano 51-dzwonowy carillon jako uzupełnienie pomnika ofiar wojny. Fundatorami carillonu byli między innymi polski konsulat w Hamburgu, Polska Misja Katolicka w Hamburgu oraz hamburska Polonia.
W listopadzie 2000 stowarzyszenie podjęło próbę odzyskania gruzu, którym w 1951 roku umacniano nadbrzeża Łaby.
1 września 2005 zainstalowano w wieży windę i urządzono na wysokości 75,3 m punkt widokowy, z którego rozciąga się widok na najbliższą okolicę kościoła a zwłaszcza na Speicherstadt (z niem. Miasto Spichrzów). Jak na razie nie jest rozważana odbudowa świątyni (jak to miało miejsce np. w przypadku kościoła Frauenkirche w Dreźnie).

### Rzeźba „Prüfung”

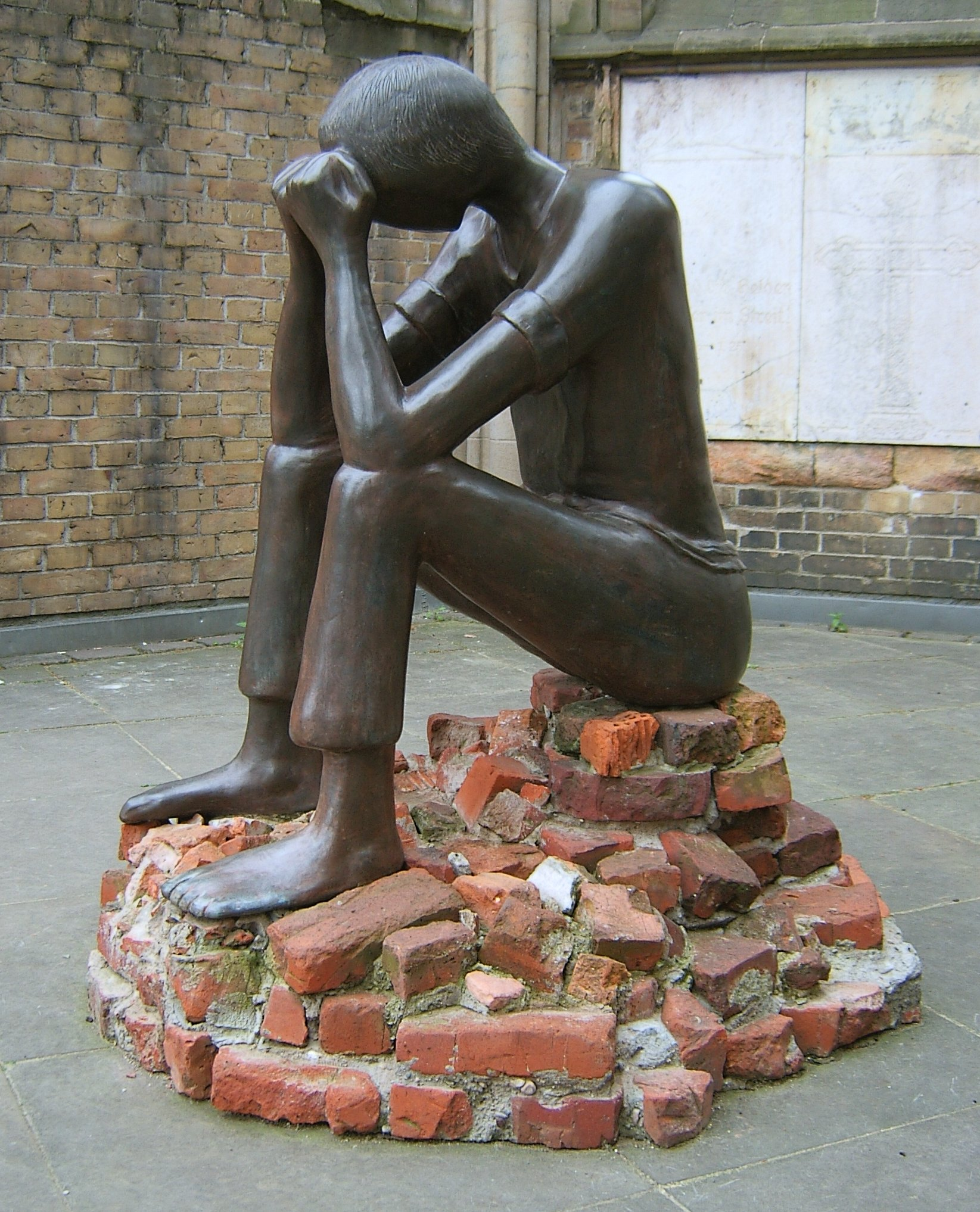
Rzeźba „Prüfung“

Na terenie byłej nawy kościelnej znajduje się rzeźba „Prüfung”, dzieło hamburskiej rzeźbiarki Edith Breckwoldt, poświęcone pamięci ofiar obozu jenieckiego w Sandbostel (Dolna Saksonia).
Obóz ten był do 1945 jednym z największych obozów jenieckich założonych przez nazistów. W obozie poniosło śmierć ponad 50000 ludzi. Sandbostel był również ostatnim przystankiem dla 10 000 więźniów z obozu koncentracyjnego Hamburg-Neuengamme.
Rzeźba przedstawia siedzącego jeńca, z głową wspartą na rękach, opartych na kolanach. Podstawa rzeźby została wykonana z oryginalnych kamieni z baraków obozowych, które zebrali uczniowie z Sandbostel.